# Galepsus decipiens
Galepsus decipiens är en bönsyrseart som beskrevs av Max Beier 1950. Galepsus decipiens ingår i släktet Galepsus och familjen Tarachodidae. Inga underarter finns listade i Catalogue of Life.